# Sava Centar
Il Sava Centar (in serbo cirillico: Сава центар) è un centro polifunzionale di Nuova Belgrado. È il più grande auditorium dell'ex-Jugoslavia e ha ospitato diversi grandi eventi e spettacoli.

## Storia
La costruzione della più grande sala congressi e la sala prestazioni in Jugoslavia (come era chiamata allora - ora Serbia) è iniziata nel 1976. La sala sarebbe stata situata nella nuova zona di costruzione della città di Belgrado, Nuova Belgrado. In quegli anni la capitale di Belgrado si diffuse tra i fiumi Sava e Danubio, per costruire un'alternativa moderna alla città storica. La realizzazione completa del progetto ha richiesto tre anni, fino al 1979, ed è stata presieduta dal capo designer e team manager Stojan Maksimović. La maggior parte della costruzione ha avuto luogo nel 1977, quando lo scheletro della costruzione era completo. L'architettura di supporto, come strade e autostrade, sono state costruite in questo periodo intorno al Sava Centar Complex.
I lavori sull'edificio dovevano essere affrettati a causa della riunione annuale del Fondo Monetario Internazionale che alla fine ha avuto luogo nel Sava Centar. L'affrettamento dei lavori ha fatto in modo che la sala principale, che doveva essere sostituita, è stata eliminata e sostituita con un grande palco. Il 17 agosto 2006, un complesso di parcheggi ristrutturati a Sava Centar è stato aperto con la capacità di gestire 410 posti auto. Come risultato della ristrutturazione del parcheggio, sono stati introdotti per la prima volta i parcheggi a pagamento al Sava Centar.
Nel 2007, quando il Sava Centar ha compiuto il suo 30º anniversario, una grande quantità di denaro è stata investita nella ricostruzione della facciata di vetro. Inoltre, le autorità cittadine hanno finanziato la ricostruzione del vetro rotto sulle facciate laterali, così come le apparecchiature audio per concerti, mentre nella Great Hall sono state sostituite le poltroncine.

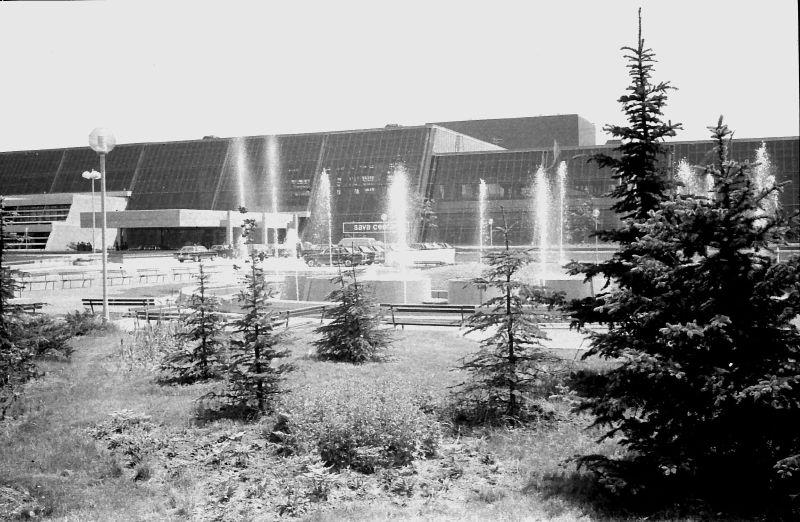
Il Sava Centar nel 1978

Il Sava Centar ha ospitato Plácido Domingo, Montserrat Caballé, Miles Davis, Ray Charles, Jerry Lee Lewis, Nina Simone, Julio Iglesias, Henryk Szeryng, Jeff Beck, Buddy Guy, Suzanne Vega, Nigel Kennedy, B.B. King, Lou Reed, Jethro Tull, Sting, Zubin Mehta, David Byrne, Simple Minds, Gotan Project, Madredeus, Vladimir Aškenazi, la Johan Strauss Orchestra, l'Orchestra Filarmonica di Mosca e l'Orchestra Filarmonica di Okazu.
È anche la sede del concorso di Miss Serbia e del processo di selezione nazionale serbo per l'Eurovision Song Contest, il Beovizija.

## Dimensioni
Il Sava Centar ha 69 720 m² utili e 100 000 m² area totale, compresa una sala di teatro con 4 000 posti, 15 sale conferenze, un'area per le mostre e molte altre strutture. Ospita ogni anno più di mezzo milione di visitatori. Il Sava Centar è collegato al Continental Hotel di Belgrado tramite un corridoio sotterraneo. Il complesso comprende ristoranti, bar, uffici e negozi. La sala grande, soprannominata la sala blu per le sue poltroncine blu, è il più grande auditorium del Paese con più di 4000 posti a sedere, sia in platea che rialzati. La sala ha la capacità di cambiare completamente il suo look a seconda dell'organizzazione del palco. Come un risultato le poltroncine possono essere rimosse. È anche il luogo principale in cui ospitare le première del cinema.

## Eventi
Il Sava Centar ha ospitato anche importanti incontri congressuali e programmi artistici: l'Organizzazione per la sicurezza e la cooperazione in Europa, l'incontro annuale del Fondo Monetario Internazionale e della Banca Mondiale, il 55º incontro annuale dell'Interpol, la 6° Conferenza delle Nazioni Unite sul Commercio e lo Sviluppo, l'incontro generale dell'UNESCO, del Foreign exchange market, del FISIT, e il 9º Summit dei Paesi non allineati.

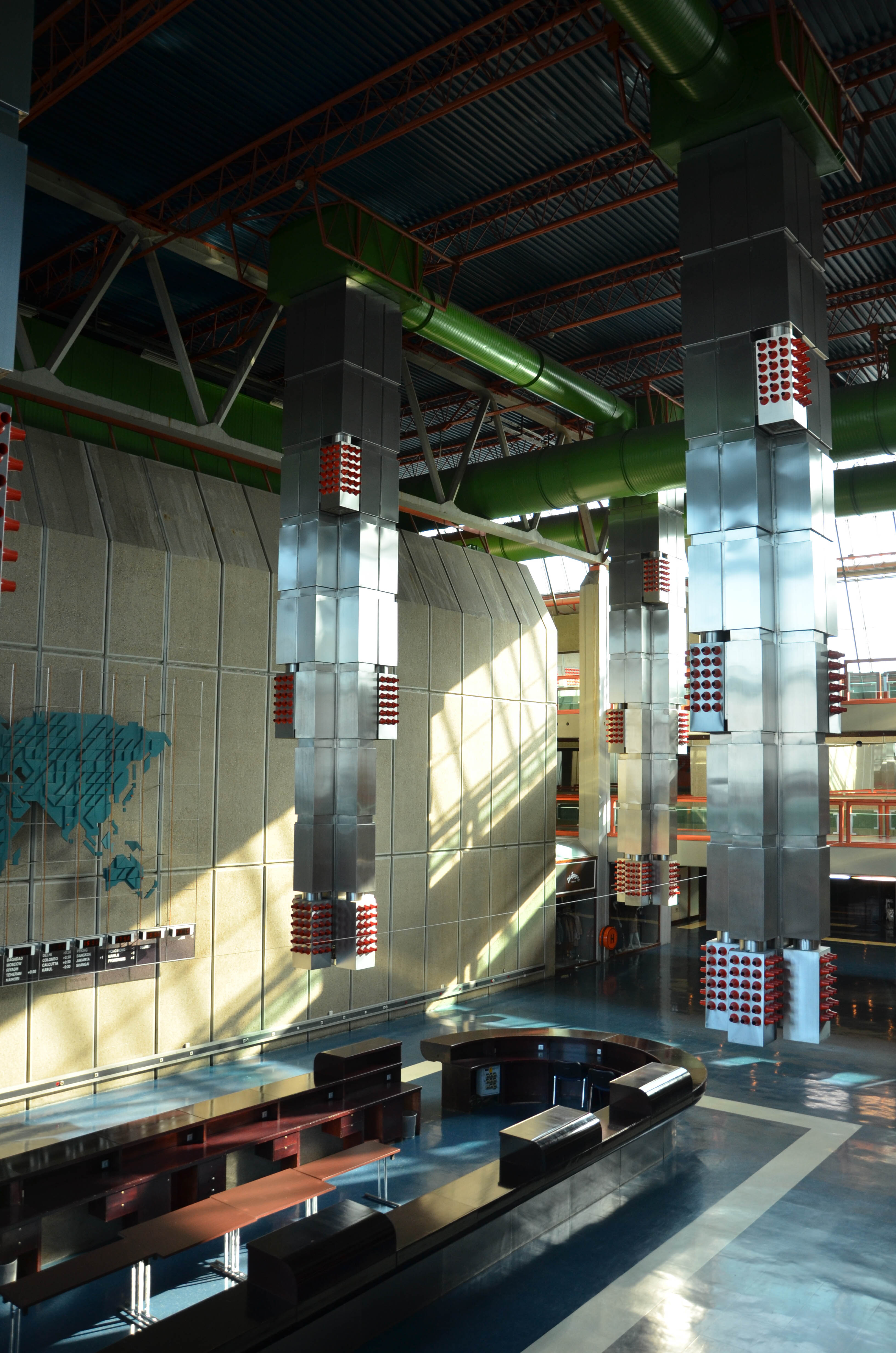
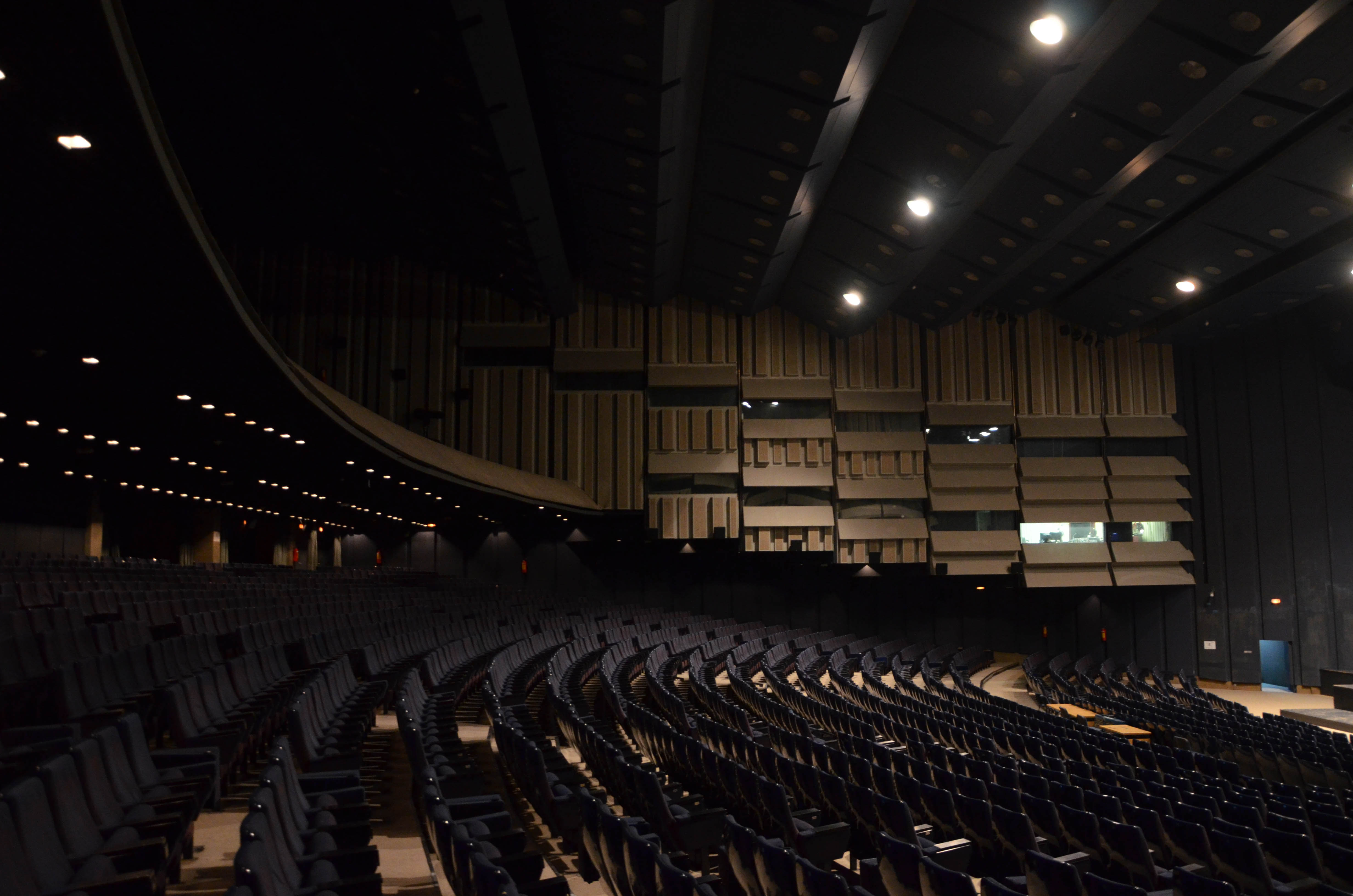
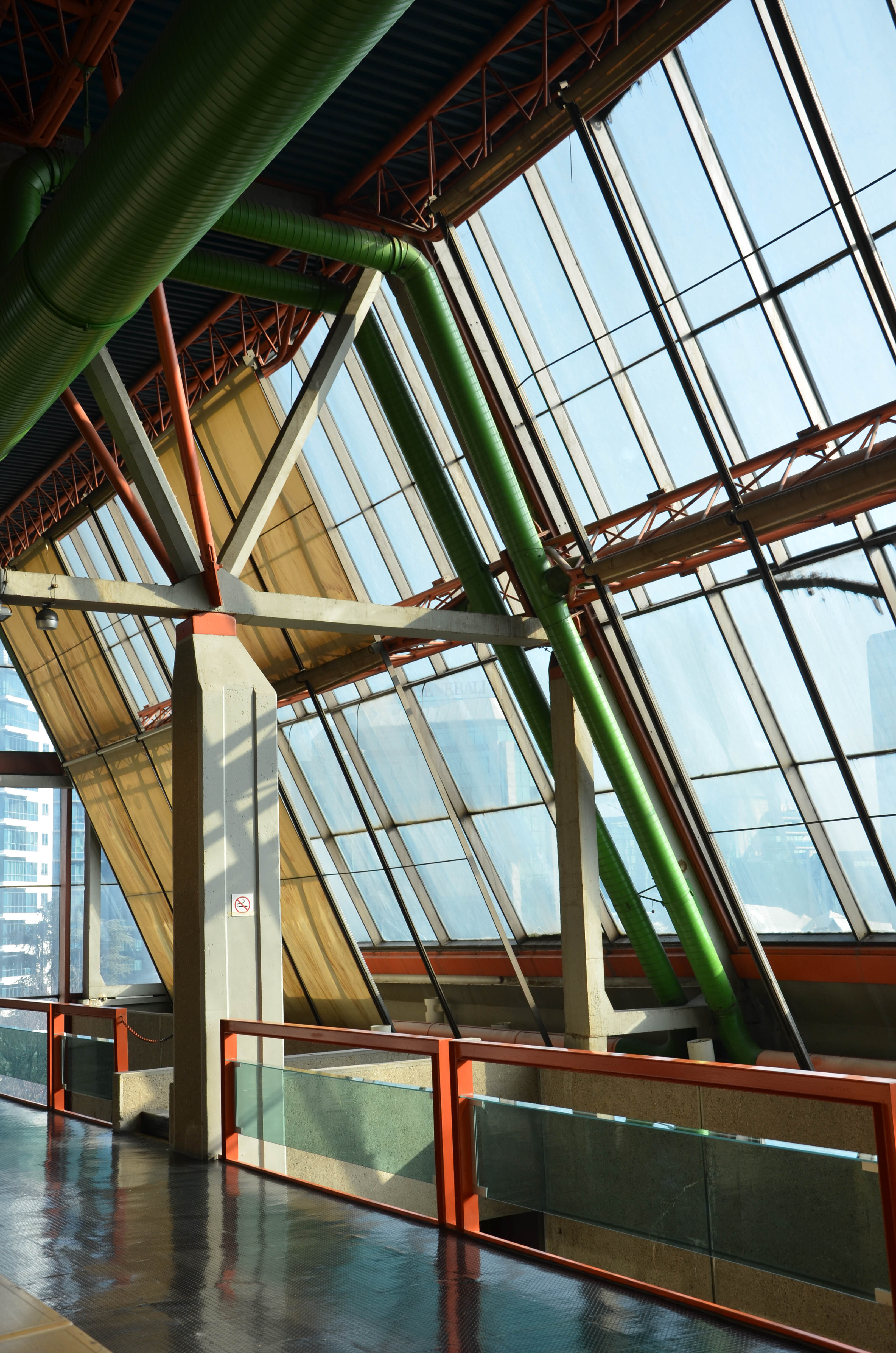
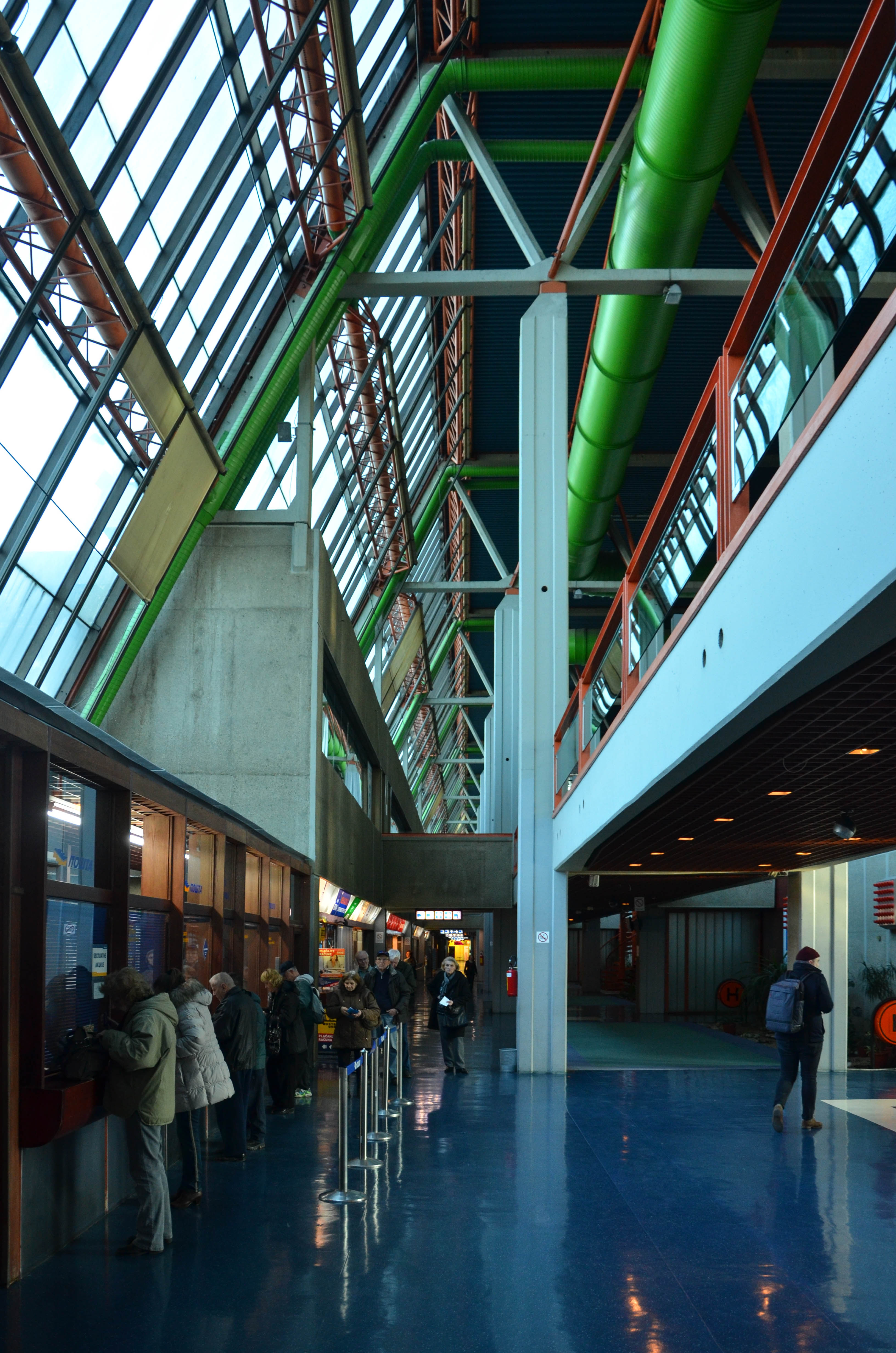
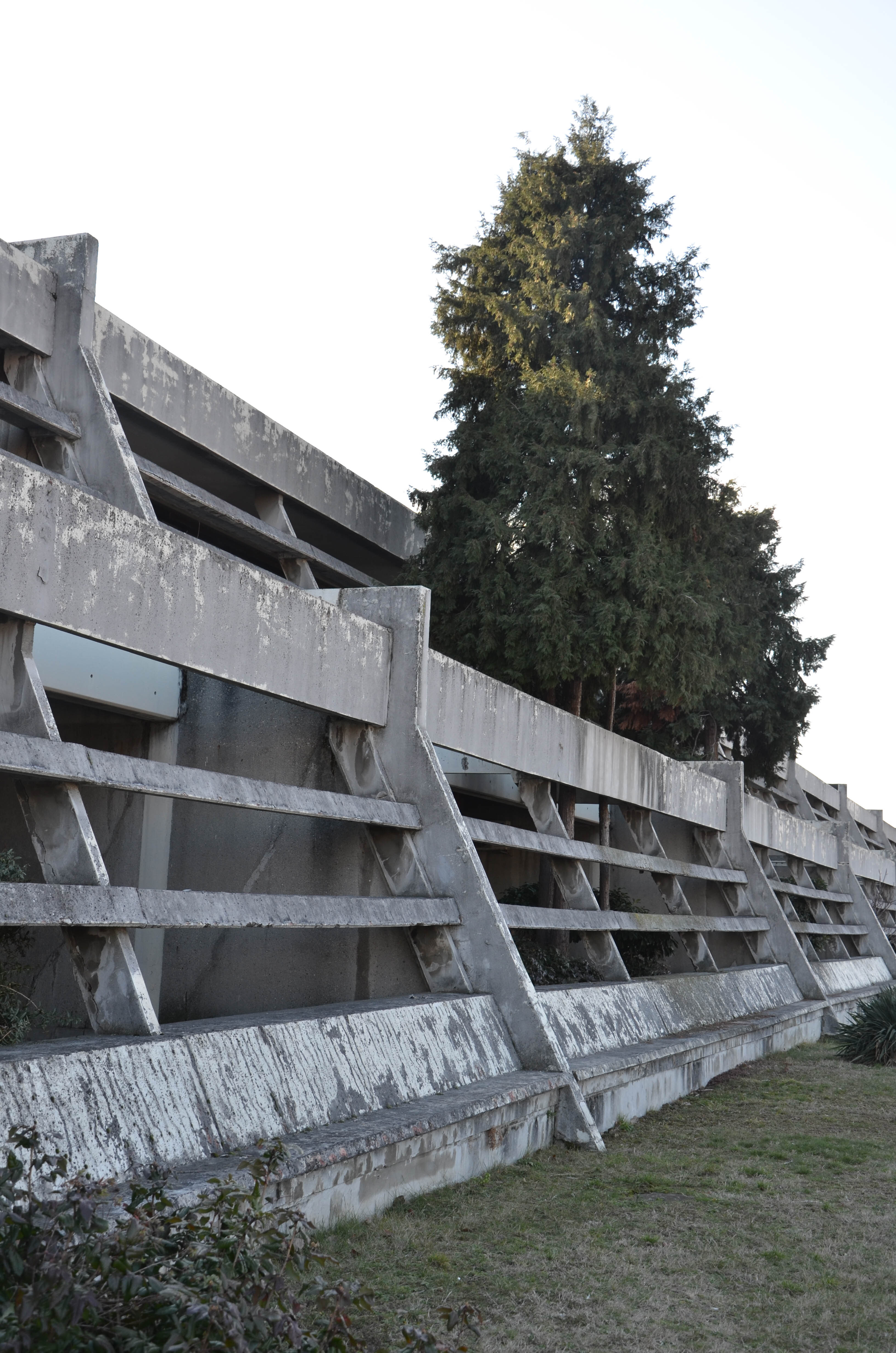
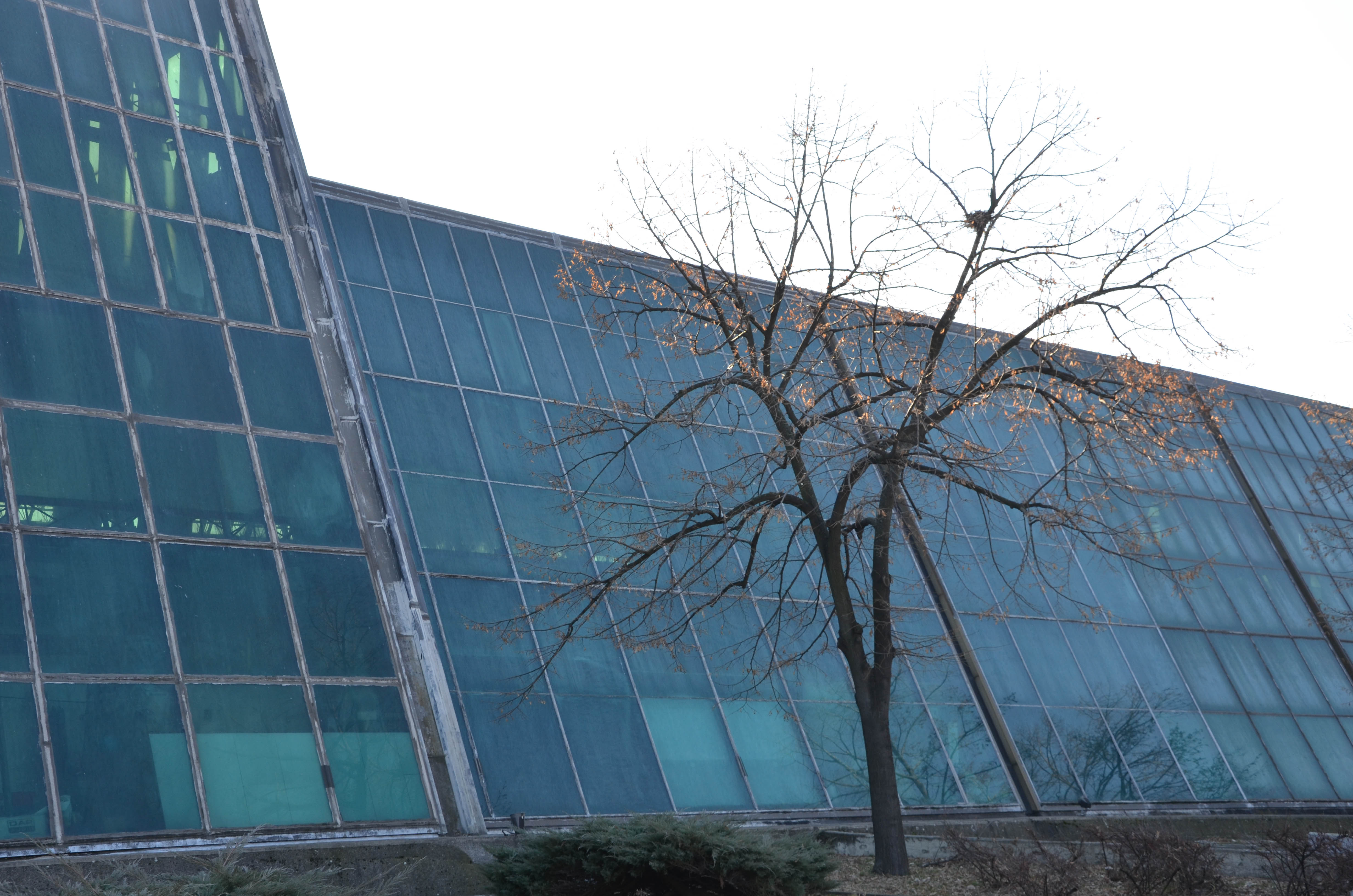
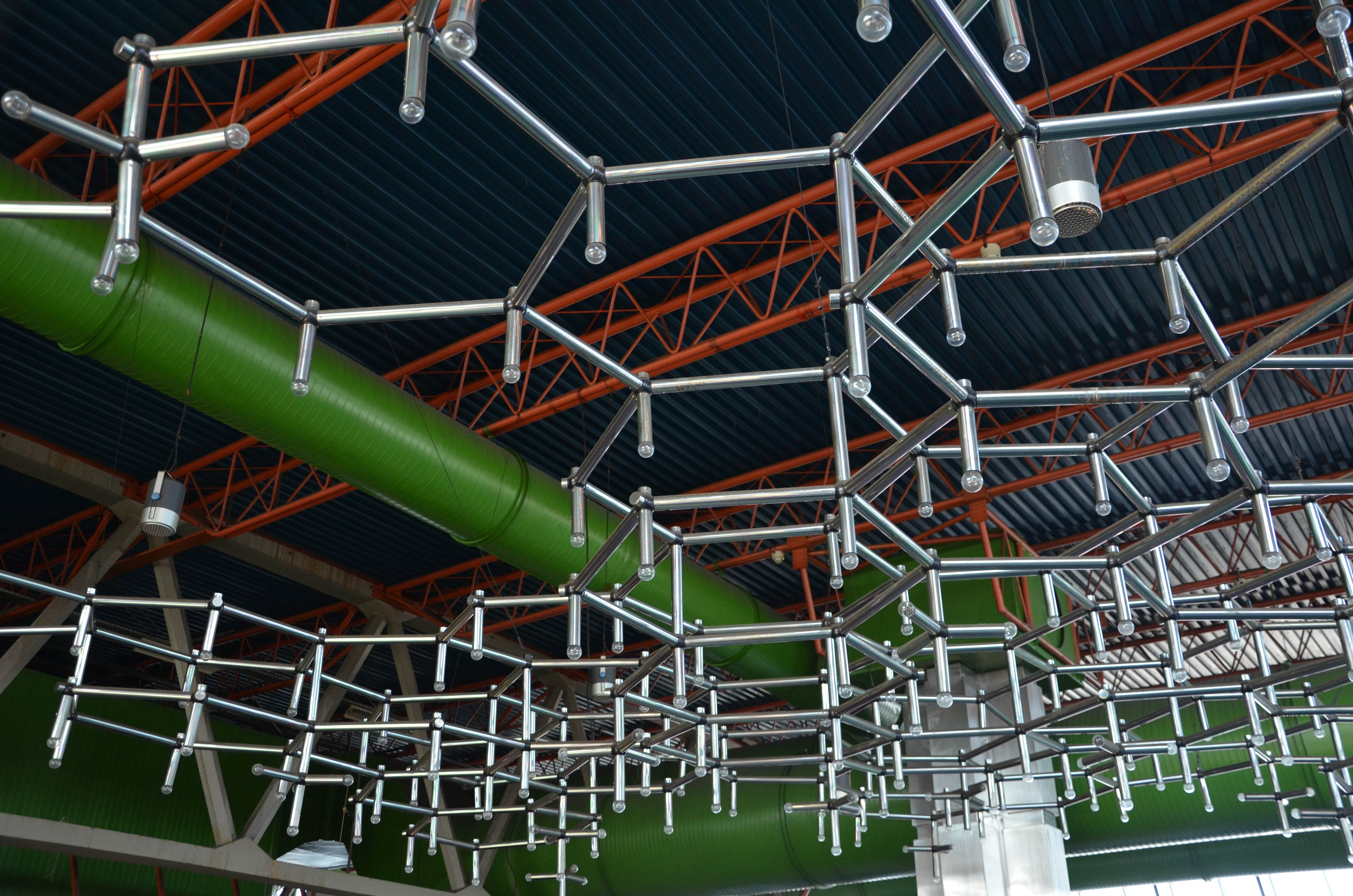